# Kugelsteinhöhle III
Die Kugelsteinhöhle III, auch Tunnelhöhle genannt, bei Deutschfeistritz befindet sich in 485 m ü. A. im Kugelstein nördlich des Hauptortes von Deutschfeistritz, Steiermark in Österreich.

## Lage
Die Kugelsteinhöhle III befindet sich am nordöstlichen Hang des Kugelsteins etwas unterhalb der Hochflächenkante sowie etwas südlich der Leiterhöhle.

## Beschreibung
Die rund 36 Meter lange Kugelsteinhöhle III hat einen 9,5 Meter breiten und 3 Meter hohen Eingang. Vom Eingang führt ein geräumiger Gang nach Südwesten, welcher nach 21 Metern nach Nordwesten abbiegt. Nach dem Richtungswechsel verengt sich der Gang und fällt zu seinem Ende hin leicht ab. Am Höhlenende wurde bei einer Grabung ein 3 Meter tiefer Schacht ausgehoben. Ebenso wurden bei Grabungen zwei in südliche Richtung verlaufende Strecken am Knickpunkt des Hauptgangs freigelegt.
Der Höhlenboden besteht aus Humus, aus grauem Sand mit Bruchschutt, aus feinem gelblichrotem Sand sowie aus sandiger, rotbrauner und umgelagerter Terra Rossa mit Bruchschutt und Kalkgeröll. In den oberen Humusschichten wurden zahlreiche latène- und römerzeitliche Scherben und im darunter liegendem grauen Sand wurden einige Werkzeuge aus Quarzit, zwei Geräte aus Hornstein sowie eine bearbeitete Knochenspitze gefunden. Weiters gab es zahlreiche Knochenfunde in der Höhle, darunter etwa Knochen vom Höhlen- und Braunbär, Wisent, Vielfraß, Ren und Hamster.